# Felice 心理テストで最新情報
『Felice 心理テストで最新情報』（フェリーチェ しんりテストでさいしんじょうほう）は、BS-i（現BS-TBS）で2005年4月2日から2006年6月24日まで放送されていた生活情報番組で、放送時間は毎週土曜21:00～22:00。

## 内容
- 女性誌『FRaU』（講談社）とタイアップした女性向け生活情報番組。番組オリジナルの心理テストを使い、深層心理を明らかにすることによって、ゲストの“本当の姿”を発見し、その結果に見合った最新情報を同誌編集者のコメントを添えて紹介する。
- 番組MCを務めたのは、永井大と川田亜子（当時TBSアナウンサー）。
- 番組タイトルは、イタリア語で「幸せ」という意味。

## 出演者
- 永井大
- 川田亜子